# Filadelfo Insolera
Filadelfo Insolera (Lentini, 29 de fevereiro de 1880 – Milão, 1 de outubro de 1955) foi um matemático italiano.
Filho de Rosario Insolera e Carmela Greco, estudou matemática na Universidade de Roma "La Sapienza", obtendo o diploma em 1902. Na Universidade de Roma foi assistente de Tullio Bagni, um especialista em ciências atuariais, área que foi o foco principal de seu interesse acadêmico. Em 1914 foi professor da recém criada cátedra de matemática financeira do Istituto superiore di commercio em Turin, onde permaneceu o resto de sua carreira, e onde foi diretor de 1927 a 1929.
Foi coeditor do Giornale di matematica finanziaria, que fundou em 1919 com Salvatore Ortu-Carboni.
Foi palestrante convidado do Congresso Internacional de Matemáticos em Zurique (1932).